# Петров, Сергей Евгеньевич
Сергей Евгеньевич Петров (1 октября 1960 г., Ленинград) — призёр чемпионатов СССР и России по гребному слалому и рафтингу. Мастер спорта по водному туризму (1993).
Окончил Ленинградский техникум авиаприборостроения.
Принимал участие в Первенстве СССР в 1985 году на байдарках — призовое место. Первенство СССР в 1987 году на катамаране — побеждал и занимал призовые места. Неоднократно побеждал на фестивалях «Вуокса». В 1996 году основал спортивную рафтинговую команду «Нева Тур» в СПб и стал там капитаном.
С 1996 года Сергей Петров принимает участие во всех чемпионатах мира по рафтингу. В 1999 и 2001 годах становился серебряным призёром чемпионата мира, в 2000 году в качестве капитана российской команды занял первое место на чемпионате Camel White Water Challenge. Капитан команды «Нева-Тур» (г. Санкт-Петербург). С 1997 по 2003 год команда «Нева-Тур» выиграла все Чемпионаты России. На этапах Чемпионатов Мира завоевала 15 медалей, а в 2000 году была победителем чемпионата мира в Чили (2000).
Участвовал в международных соревнованиях по рафтингу в ЮАР, Чили, США, Коста-Рика, Эквадор, Индонезии, Чехии, Германии, Австрии, Италии.
Основатель компании Time Trial (ТаймТриал) по производству рафтов и надувных байдарок, каяков, каноэ и другой надувной продукции из ПВХ. Большинство продукции Сергей Петров проектировал и тестировал сам, раз за разом модифицируя продукцию до вывода на рынок.
За время своих поездок на соревнования Сергей Петров познакомился с десятками моделей рафтов различных зарубежных фирм. Эта информация пригодилась в собственных разработках, которыми он занимается с 2000 года. До основания компании ТаймТриал сконструировал и изготовил полтора десятка различных туристических судов. Разработал первый в России монобаллонный рафт для компании «Мнев и Ко». Спортивный катамаран-4, разработанный Сергеем, теперь производится в компании «Тритон» с небольшими изменениями.